# Anémie post-hémorragique aiguë
Une anémie post-hémorragique aiguë est une anémie due à une hémorragie brutale.

## Étiologie
Les hémorragies aiguës se divisent traditionnellement en :
- hémorragies chirurgicales : par traumatisme ou intervention chirurgicale
- hémorragies obstétricales : par rupture de grossesse extra-utérine, décollement prématuré du placenta (normalement inséré ou praevia), saignements du post-partum ou de l'avortement
- hémorragies médicales :
  - les hématémèses de l'ulcère et du cancer gastrique, ainsi que de l'hypertension portale (cirrhose)
  - les hémorragies intestinales (fièvre typhoïde)
  - les hémoptysies (tuberculose pulmonaire)
  - les diathèses hémorragiques

## Pathogénie
La perte de sang induit un grand nombre de réactions de défense contre l'hypoxie, dont le but paraît être d'assurer une oxygénation suffisante du cerveau et du myocarde, au besoin au détriment d'autres tissus.
Ces réactions se déroulent dans l'ordre suivant :
- d'abord une accélération du rythme cardiaque et respiratoire, et une vasoconstriction artérielle qui épargne les artères cérébrales et coronaires et qui touche préférentiellement les artères rénales (oligurie) et cutanées (pâleur);
- puis une constriction de la rate (commandée par l'adrénaline) qui expulse le sang qu'elle tenait séquestré;
- dans les heures qui suivent, une dilution du sang par un appel de liquide interstitiel;
- dans les jours qui suivent : une stimulation de l'érythropoièse médullaire, qui est commandée (du moins en partie) par l'érythropoïétine, une hormone de nature glycoprotéique sécrétée par les reins.

## Symptômes cliniques de l'hémorragie
Les symptômes cliniques sont davantage conditionnés par la baisse de la pression artérielle que par la réduction de l'hématose. Leur gravité dépend :
- de l'importance de la perte de sang;
- davantage encore de la vitesse à laquelle elle se produit : ainsi on peut, sans symptômes dramatiques, perdre la moitié de la masse sanguine à condition que la perte s'étale sur 24 - 48 h, tandis que la perte d'un tiers de la masse sanguine dans l'espace d'une heure engendre un choc souvent fatal;
- de la constitution (surtout psychique) du sujet.

a) Signes subjectifs
Le sujet accuse de la faiblesse, une tendance à la syncope, de l'anxiété, de la soif et de la transpiration.
b) Signes cliniques immédiats
- Pâleur du visage, refroidissement des extrémités.
- Accélération de la respiration qui devient plus ample.
- Accélération et affaiblissement du pouls, chute de la pression artérielle (max. et min.) et apparition de souffles systoliques fonctionnels sur l'aire cardiaque.

c) Signes cliniques tardifs
- Dans les heures qui suivent on constatera de l'oligurie ou de l'anurie. Il s'agit au départ des conséquences du choc (hypotension artérielle et vasoconstriction élective des artères rénales). Si le débit urinaire ne se restaure pas rapidement, il faudra craindre le développement d'une néphropathie tubulaire aiguë, voire d'une nécrose corticale des reins.
- Dans les cas d'hémorragie interne on assistera, dans les jours qui suivent l'accident, aux signes de destruction de la masse de sang épanchée dans les tissus : montée transitoire de l'urée sanguine et hyperbilirubinémie donnant lieu à un subictère (bilirubine non-conjuguée).
- Si l'hémorragie a eu lieu dans le tube digestif, il peut se développer des signes d'encéphalopathie porto-cave (= encéphalopathie hépatique).

## Examen hématologique
Les modifications hématologiques se déroulent dans un ordre caractéristique :
a) Le signe le plus précoce, souvent apparent en l'espace d'une heure, est la montée du nombre de thrombocytes (pouvant atteindre un million / mm³ dans des cas exceptionnels); en même temps on observe un raccourcissement du temps de coagulation.
b) La seconde réaction, qui se manifeste 2 à 5 heures après l'hémorragie, consiste en une montée du nombre de globules blancs neutrophiles qui peut atteindre 10 000 - 20 000 / mm³.
c) Après quelques heures survient seulement la chute du nombre de globules rouges (G.R.) par mm³.
- Leur nombre par mm³ était resté normal pendant les premières heures, parce que l'hémorragie constituait une perte de sang total affectant en proportion égale le volume plasmatique et la masse des G.R.
- Lorsque, plusieurs heures après l'hémorragie, le nombre de G.R. par mm³ se met à baisser, c'est parce que le volume plasmatique tend à se reconstituer par appel de liquide interstitiel vers le sang. À ce moment l'examen hématologique offrira le tableau d'une anémie normochrome normocytaire.
- Il faut savoir que cette hémodilution se poursuit pendant 12 à 24 heures après cessation de l'hémorragie. Il ne faut donc pas nécessairement conclure à la persistance du saignement lorsqu’on constate un abaissement persistant de l'hématocrite (Htc), du taux d'hémoglobine (Hb) et du nombre de G.R. par mm³ durant le premier jour.

d) La phase de régénération ne débute qu'après 2 - 3 jours. Elle se marque par :
- une augmentation importante du nombre de réticulocytes, qui peut atteindre 5 - 15 % et dont le maximum est atteint entre le 5e et le 10e jour. Dans certains cas, on peut même observer le passage dans le sang de quelques érythroblastes;
- une montée assez rapide du nombre de G.R.
- une montée plus lente du taux d'Hb : par conséquent, il existera un épisode d'hypochromie qui durera tant que l'anémie ne sera pas entièrement réparée. Il peut même se faire que le nombre de G.R. dépasse temporairement les valeurs normales, mais toujours en association avec de l'hypochromie.
- Quant à l'Htc, il restera abaissé dans une plus forte proportion que le nombre de G.R., étant donné le caractère microcytaire de l'épisode de régénération. Tout au début, l'Htc peut cependant indiquer une légère macrocytose à cause du pourcentage élevé de réticulocytes (qui sont plus grands que les G.R. adultes).

## Évolution
La réparation complète d'une anémie post-hémorragique aiguë prend généralement quelques semaines. La persistance de l'hémorragie doit être soupçonnée lorsque l'hyperleucocyose neutrophile ne s'efface pas après 3 - 4 jours. Le passage à la chronicité de l'hémorragie se marque par la persistance de la réticulocytose et de l'ensemble du tableau régénératif qui s'associe alors avec celui de l'anémie ferriprive. La leucocytose demeure souvent élevée au cours de saignements chroniques.

## Traitement
1) Le traitement d'urgence n'est pas d'ordre hématologique mais circulatoire. On prodiguera des transfusions de G.R. et de plasma = équivalent de sang total (ou à la rigueur de plasma, de substituts de plasma, de solutions gluco-salines ou de liquide physiologique), à la demande, c'est-à-dire en se guidant uniquement sur l'état circulatoire (pression artérielle, tachycardie) du patient. Il sera souvent nécessaire de prendre des mesures contre le choc (réchauffement du malade, noradrénaline). L'évolution du nombre de G.R., du taux d'Hb et de l'Hct pendant les premières 24 heures ne peut en aucune façon servir de guide à cette thérapeutique d'urgence.
2) Le traitement ultérieur se confond avec celui de l'anémie ferriprive et consiste en l'administration de fer. On veillera à ce que le régime soit suffisamment riche en protéines et on s'assurera qu'il n'existe aucune déficience vitaminique au départ.